# كولومبيا (تينيسي)
كولومبيا (بالإنجليزية: Columbia, Tennessee)‏ هي مدينة تقع بولاية تينيسي في وسط شرق الولايات المتحدة. تبلغ مساحة هذه المدينة 76.7 (كم²)، وترتفع عن سطح البحر 196 م، بلغ عدد سكانها 34681 نسمة في عام 2010 حسب إحصاء مكتب تعداد الولايات المتحدة وتصل الكثافة السكانية فيها 431.2 نسمة/كم2.

## التركيبة السكانية
حدّد مكتب تعداد الولايات المتحدة بيانات التركيبة السكانية لكولومبيا في تعداد الولايات المتحدة. في ما يلي، التركيبة السكانية حسب تعدادي 2000 و2010.

### تعداد عام 2000
بلغ عدد سكان كولومبيا 33,055 نسمة بحسب تعداد عام 2000، وبلغ عدد الأسر 13,059 أسرة وعدد العائلات 8,807 عائلة مقيمة في المدينة. في حين سجلت الكثافة السكانية 385.4 نسمة لكل كيلومتر مربع (998.2/ميل2). وبلغ عدد الوحدات السكنية 14,322 وحدة بمتوسط كثافة قدره 167 لكل كيلومتر مربع (432.5/ميل2).
وتوزع التركيب العرقي للمدينة بنسبة 74.63% من البيض و21.13% من الأمريكيين الأفارقة و0.28% من الأمريكيين الأصليين و0.41% من الأمريكيين ذوي الأصول الآسيوية و0.03% من سكان جزر المحيط الهادئ و2.06% من الأعراق الأخرى و1.46% من عرقين مختلطين أو أكثر و4.70% من الهسبانيون أو اللاتينيون من أي عرق.
بلغ عدد الأسر 13,059 أسرة كانت نسبة 36.4% منها لديها أطفال تحت سن الثامنة عشر تعيش معهم، وبلغت نسبة الأزواج القاطنين مع بعضهم البعض 46.8% من أصل المجموع الكلي للأسر، ونسبة 16.3% من الأسر كان لديها معيلات من الإناث دون وجود شريك،  بينما كانت نسبة 4.3% من الأسر لديها معيلون من الذكور دون وجود شريكة وكانت نسبة 32.6% من غير العائلات. تألفت نسبة 27.8% من أصل جميع الأسر من عدة أفراد يعيشون في نفس المنزل ونسبة 10.8% كانت تتألف من شخص يعيش بمفرده يبلغ من العمر 65 عاماً أو أكثر. وبلغ متوسط حجم الأسرة المعيشية 2.46، أما متوسط حجم العائلات فبلغ 2.98.
بلغ العمر الوسطي للسكان 35.7 عاماً. وكانت نسبة 25.2% من القاطنين تحت سن الثامنة عشر، وكانت نسبة 9.7% بين الثامنة عشر والرابعة والعشرين عاماً، ونسبة 28.5% كانت واقعةً في الفئة العمرية ما بين الخامسة والعشرين والرابعة والأربعين عاماً، ونسبة 20.8% كانت ما بين الخامسة والأربعين والرابعة والستين، ونسبة 13% كانت ضمن فئة الخامسة والستين عاماً فما فوق. يوجد لكل 100 أنثى 90.4 ذكر، ويوجد لكل 100 أنثى في الثامنة عشر من عمرها فما فوق 85.7 ذكر.
بلغ متوسط دخل الأسرة في المدينة 35,879 دولارًا، أما متوسط دخل العائلة فبلغ 42,822 دولارًا. وكان متوسط دخل الذكور 34,898 دولارًا مقابل 22,093 دولارًا للإناث. وسجل دخل الفرد الخاص بالمدينة 18,004 دولارًا. وكانت نسبة 10.9% من العائلات ونسبة 13.9% من السكان تحت خط الفقر، وكان من هؤلاء نسبة 20.2% تحت سن الثامنة عشر ونسبة 13.2% في الخامسة والستين من العمر وما فوق.

### تعداد عام 2010
بلغ عدد سكان كولومبيا 34,681 نسمة بحسب تعداد عام 2010، وبلغ عدد الأسر 14,012 أسرة وعدد العائلات 9,010 عائلة مقيمة في المدينة. في حين سجلت الكثافة السكانية 404.3 نسمة لكل كيلومتر مربع (1,047.1/ميل2). وبلغ عدد الوحدات السكنية 15,906 وحدة بمتوسط كثافة قدره 185.4 لكل كيلومتر مربع (480.2/ميل2).
وتوزع التركيب العرقي للمدينة بنسبة 72.10% من البيض و20.78% من الأمريكيين الأفارقة و0.31% من الأمريكيين الأصليين و0.77% من الأمريكيين ذوي الأصول الآسيوية و0.01% من سكان جزر المحيط الهادئ و3.60% من الأعراق الأخرى و2.43% من عرقين مختلطين أو أكثر و7.02% من الهسبانيون أو اللاتينيون من أي عرق.
بلغ عدد الأسر 14,012 أسرة كانت نسبة 33.1% منها لديها أطفال تحت سن الثامنة عشر تعيش معهم، وبلغت نسبة الأزواج القاطنين مع بعضهم البعض 40.5% من أصل المجموع الكلي للأسر، ونسبة 18.8% من الأسر كان لديها معيلات من الإناث دون وجود شريك،  بينما كانت نسبة 5.1% من الأسر لديها معيلون من الذكور دون وجود شريكة وكانت نسبة 35.7% من غير العائلات. تألفت نسبة 30% من أصل جميع الأسر من عدة أفراد يعيشون في نفس المنزل ونسبة 11.2% كانت تتألف من شخص يعيش بمفرده يبلغ من العمر 65 عاماً أو أكثر. وبلغ متوسط حجم الأسرة المعيشية 2.41، أما متوسط حجم العائلات فبلغ 2.98.
بلغ العمر الوسطي للسكان 36.0 عاماً. وكانت نسبة 24.7% من القاطنين تحت سن الثامنة عشر، وكانت نسبة 9.7% بين الثامنة عشر والرابعة والعشرين عاماً، ونسبة 26.1% كانت واقعةً في الفئة العمرية ما بين الخامسة والعشرين والرابعة والأربعين عاماً، ونسبة 25.3% كانت ما بين الخامسة والأربعين والرابعة والستين، ونسبة 14.3% كانت ضمن فئة الخامسة والستين عاماً فما فوق. وتوزع التركيب الجنسي للسكان بنسبة 46.8% ذكور و53.2% إناث.

## أعلام
- ميريل مور
- صموئيل ر. واتكينز
- بين ويست
- باركلي مارتن
- دونكان براون كوبر
- ليون بيتيت
- برادلي ووكر
- هانك سويني

## وصلات خارجية
- The US50 - Cities and Towns in Tennessee State